# The Indelicates
 (septembre 2022).
Si vous disposez d'ouvrages ou d'articles de référence ou si vous connaissez des sites web de qualité traitant du thème abordé ici, merci de compléter l'article en donnant les références utiles à sa vérifiabilité et en les liant à la section « Notes et références ».
The Indelicates est un groupe de musique de rock anglais, originaire du Sussex. Formé en 2005 par Julia et Simon Indelicate, il est composé de Julia et Simon, Alastair Clayton, Ed van Beinum, Lily Rae et Laurence Owen. 
Ils ont réalisé des albums : American Demo (2008) chez Weekender Records, puis Songs For Swinging Lovers (2010) chez leur propre label, Corporate Records label, puis Diseases of England.
Une de leurs chansons, Unity Mitford raconte l'amour présumé de l'aristocrate britannique Unity Mitford dans les années 1930 pour Adolf Hitler.